# Fil de Gorges
Fil de Gorges – rzeka we Francji, przepływająca przez teren departamentu Manche, o długości 15,6 km. Stanowi dopływ rzeki Douve.